# カリフォルニアアシカ
カリフォルニアアシカ（学名：Zalophus californianus）は、アシカ科に分類される鰭脚類の1種。クロアシカという別名もあり、1991年まではニホンアシカも本種の亜種という扱いでクロアシカと呼ばれていた。北東太平洋および北アメリカ大陸西岸に生息し、6種のアシカのうちの1種である。アラスカ南東部からメキシコ中央部まで、カリフォルニア湾を含む範囲が原産である。カリフォルニア州以南の温暖な地域で繁殖する。性的二形があり、雄は雌よりも体が大きく、首が太く、頭部には矢状稜がある。主に砂浜や岩の多い海岸に上陸するが、マリーナや埠頭などの人工的な環境にも頻繁に現れる。数種の魚やイカを食べ、シャチやホホジロザメに捕食される。
一夫多妻制であり、5月から8月にかけて、雄は縄張りを確立し、交尾相手となる雌を誘い込む。雌は縄張り間を自由に移動でき、雄に強制されることはない。母親は採餌の合間に幼獣に授乳をする。吠え声や母子間のコンタクトコールなど、さまざまな声によりコミュニケーションをとる。繁殖期以外は海で多くの時間を過ごしているが、換毛のために陸に上がる。
賢い動物であるため、様々な行動を訓練することが可能であり、人間に慣れることもある。このため、動物園、サーカス、水族館で展示されることが多く、米国海軍では特定の軍事作戦のために訓練されている。国際自然保護連合のレッドリストでは、その個体数の多さから、低危険種に指定されている。魚類を保護するため、オレゴン州とワシントン州では捕獲が一定数許可されている。

## 分類
1828年にフランスの博物学者であるルネ＝プリムヴェール・レッソンによって記載された。他のアシカやオットセイとともに、アシカ科に分類されている。アシカ科は耳介を持ち、比較的大きな前肢と胸筋を持つ点で、アザラシと異なる。ガラパゴスアシカや絶滅したニホンアシカとともにアシカ属に分類され、属名はギリシア語の「za (集中的)」と「lophus (稜)」を組み合わせたものである。これは雄の頭部にある突き出た矢状稜を指す。
ガラパゴスアシカとニホンアシカは、伝統的に本種の亜種として分類されていたが、2007年の遺伝子研究により、これら3種は実際に別種であることが判明した。カリフォルニアアシカとニホンアシカの系統は、220万年前の鮮新世に分岐したと考えられている。本種はガラパゴスアシカよりも性的二形が大きい。トドはアシカ属の姉妹群とされ、最も近縁な現生種である。

## 特徴

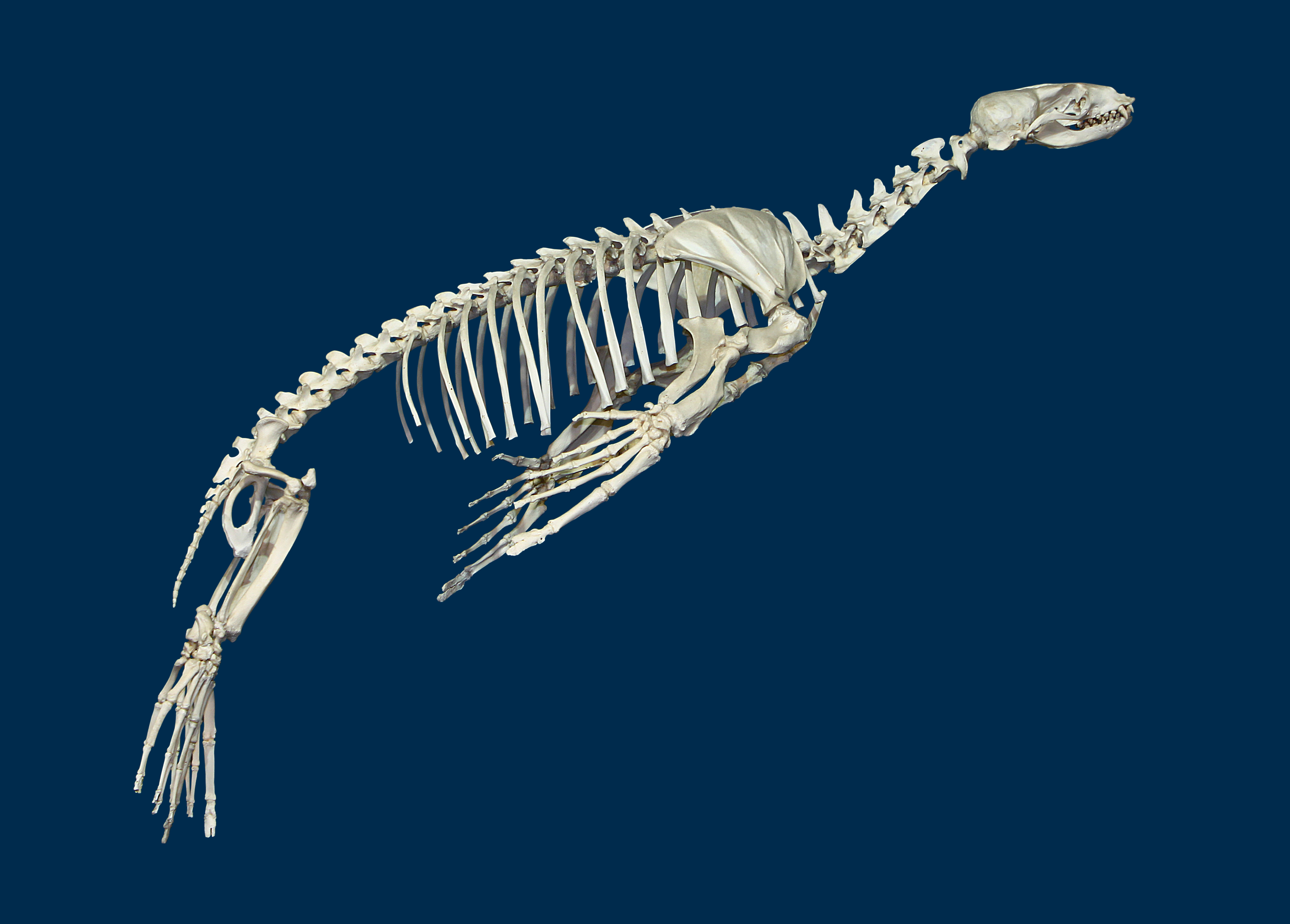
全身骨格

性的二形があり、雌雄間で体の大きさ、形、色が異なる。雄は体長2.5-2.7mまで成長し、体重は約350kgに達するが、雌は体長約2.1mほどで、体重は約100kgである。雄の体重は660kgに達した記録がある。雌と幼獣の毛色は黄褐色だが、換毛後は一時的に明るい灰色または銀色になることがある。雄成獣の毛色は明るい茶色から黒色で、通常は暗褐色である。雄成獣は、顔が明るい黄褐色となる場合もある。体系は細身だが、雄成獣は首、胸、肩が太く頑強になる。雄成獣は頭部が突出し、額が高いドーム型になっている。突出部は白い毛で覆われている。オタリアやトドほど発達はしていないものの、雄成獣にはたてがみもある。雌雄ともに吻部は細長い。
遊泳する際には鰭状の前肢を使って推進力を得る。この移動法は流線型の体と相まって、水の抗力を減らす効果がある。前肢の動きは連続的ではなく、泳ぎの合間には前肢を動かさずに推進する。背骨の柔軟性が高く、首を後肢に届くほど大きく曲げることができる。これにより、回転しても流線型の姿勢を保つことができる。陸上では後肢を前に向け、四足歩行で移動する。陸上では前肢を横方向に動かし、後肢よりも頭と首の動きに頼っている。時速約10.8kmの速度で移動し、最大深度274mまで9.9分間潜ることができるが、通常80mまで3分未満潜る。
色覚を持っているが、可視光線は青緑色の領域に限られる。これはおそらく沿岸での生活への適応である。水中での聴覚はかなり鋭敏で、聴覚範囲は0.4-32kHzである。ひげは水中での触覚と振動を感知する役割を担っている。ゼニガタアザラシと比較すると、感覚毛はより滑らかで特殊化していないため、パフォーマンスは劣るものの、それでも優れたパフォーマンスを発揮する。

## 分布と生息地

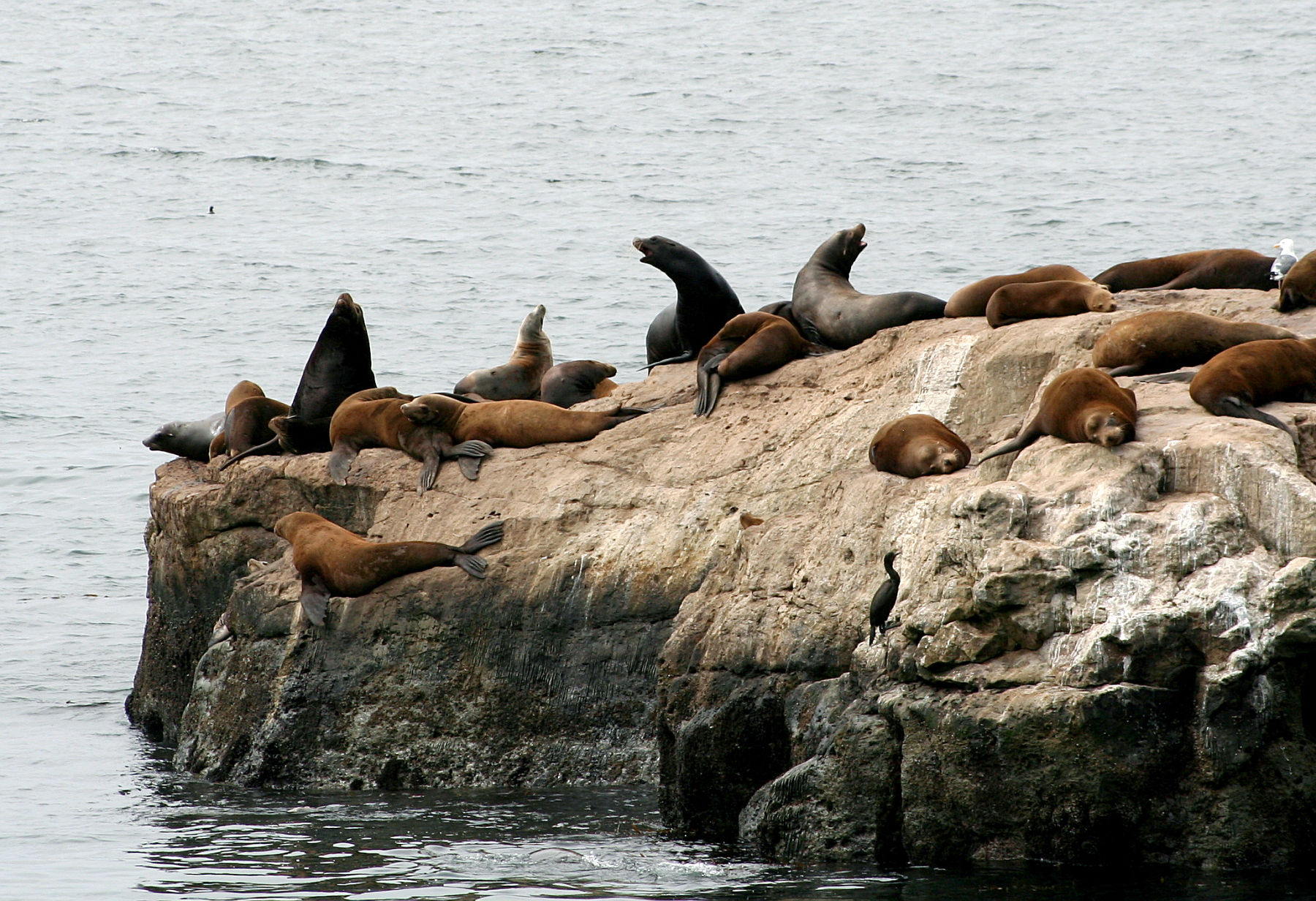
カリフォルニアアシカの群れ

アラスカ南東部からメキシコ中央部にかけて、北アメリカ大陸の西海岸と付近の島々に分布する。ミトコンドリアDNAの分析により、5つの異なる個体群が特定された。米国または太平洋温帯個体群、バハカリフォルニア半島西部または太平洋熱帯個体群、カリフォルニア湾の南部個体群、中部個体群、北部個体群である。米国個体群は主にチャンネル諸島で繁殖するが、カリフォルニア州北部にも幾つかの繁殖地が存在する可能性があり、雌は現在そこでよく見られる。バハカリフォルニア半島西部個体群は主にエウヘニア岬付近とサンタ・マルガリータ島で繁殖する。上記の二つの個体群は海洋前線によって隔てられている。カリフォルニア湾の個体群は、北部の浅瀬に生息する北部個体群、中央付近の潮汐島に生息する中央個体群、湾口に生息する南部個体群に分けられる。湾央の深海に生息する個体の生息状況は分析されていない。コマンドルスキー諸島などの北西太平洋に偶発的に到達することがある。2016年には日本でアシカらしき動物が発見されたが、正確な種は不明である。
繁殖期には砂浜と岩場の両方に集まる。暖かい日には水に潜り、夜間や涼しい天候の日には、内陸や標高の高い場所へ移動する。非繁殖個体は、マリーナ、埠頭、さらには航行用の浮標に集まることもある。コロンビア川を約240km遡ったボンネビル・ダムに出現することが知られており、一定期間淡水で生活することができる。2004年にはサンフランシスコ湾からサンワーキン川を約160km遡って、マーセド郡で発見された。

## 生態と行動

### 食性と天敵
主にイカや魚、時には二枚貝など、多種多様な魚介類を食べる。一般的にはサケ科、メルルーサ、シロガネダラ、アンチョビ、ニシン、ヒレグロメヌケ、ヤツメウナギ、ツノザメ目、カリフォルニアヤリイカなどが獲物となる。主に本土の海岸線、大陸棚、海山の近くで餌を探すが、海底に沿って獲物を探すこともある 。利用可能な食物の量に応じて、単独または大小の群れで食事をとる。大きな魚の群れを狩るときには、マイルカ科、ネズミイルカ科、海鳥など、他の捕食動物と協力することがある。イルカを追いかけ、その獲物を奪う労働寄生を行うことがある。雌成獣は岸から10-100km離れた場所で餌を探す。雄成獣は水温が上昇すると岸から450kmも離れた場所で餌を探すことがある。ボンネビル・ダムの魚道の下など、魚が列をなして通過しなければならない場所で、ニジマスやサケを捕食することを学んでいる。
天敵はシャチや大型のサメである。モントレー湾ではトランジェントシャチのポッド(群れ)にとってより一般的な食料となっている。シャチの背びれに反応し、魚食性のレジデントの群れに遭遇しても警戒を怠らない。また、ホホジロザメの一般的な獲物でもある。ホホジロザメとアオザメの両方からの攻撃による傷跡が発見されている。サメは本種が水面で休んでいるときに待ち伏せして襲う。後肢を攻撃された場合は生き残り、岸にたどり着く可能性が高い。

### 繁殖と成長

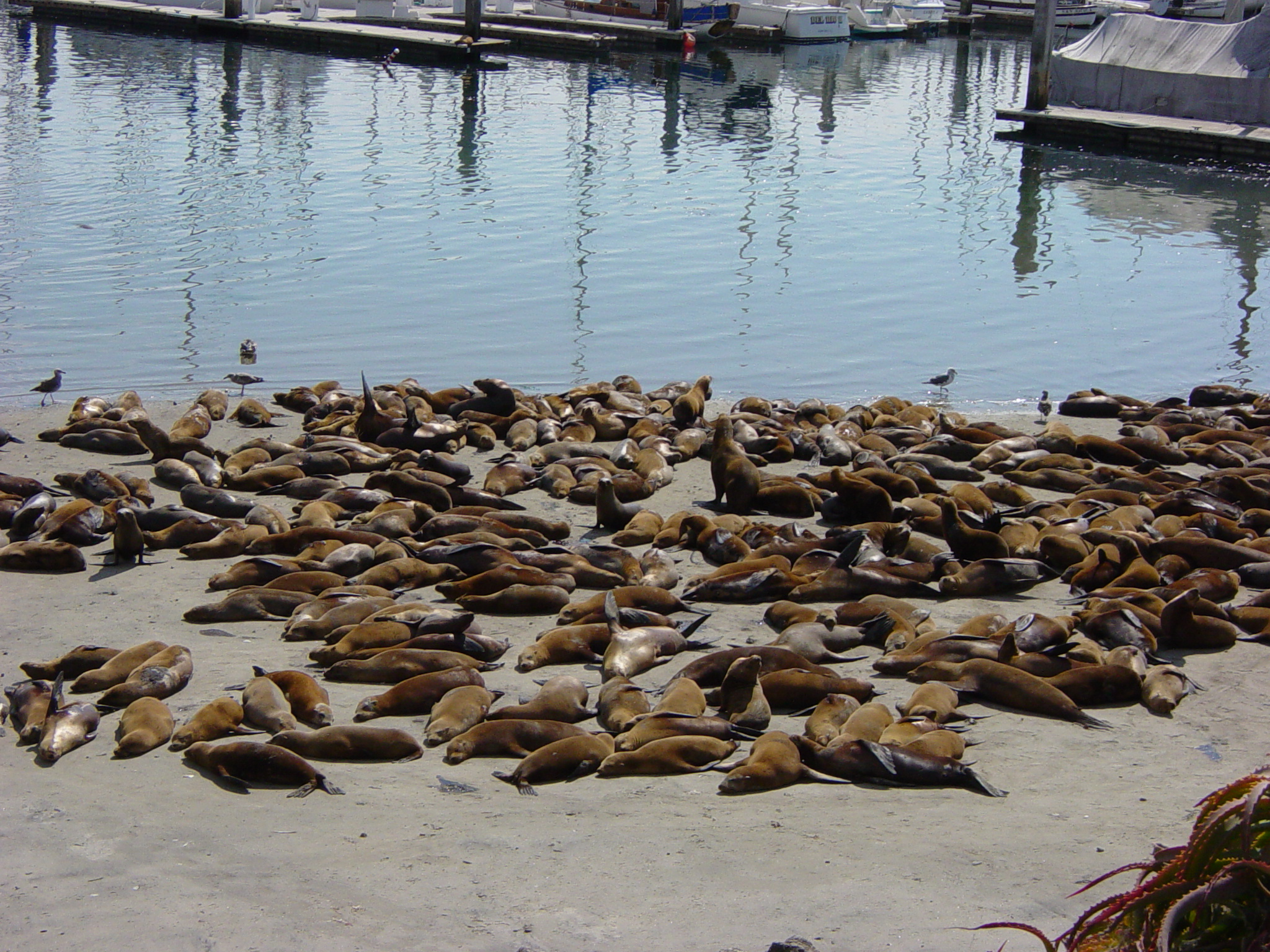
人間の生活圏と近接したルッカリー(集団繁殖地)。カリフォルニアアシカの生息地として有名なモントレー湾では、モントレーの海岸でこのような光景が普通に見られる。

繁殖地に到着する5月から8月の間、群れで繁殖する。縄張りを確立する際、雄はできるだけ長くその場所にとどまって繁殖の可能性を高めようとする。この期間中、雄は脂肪層と呼ばれる厚い脂肪をエネルギー源として絶食する。雄は体の大きさと忍耐力によって縄張りをより効果的に守ることができる。つまり、雄の体が大きいほど脂肪を多く蓄えることができ、より長く絶食することが可能となる。雄は通常、約27日間縄張りを維持する。雌の出産間隔は長いため、雄は雌が出産するまで縄張りを確立しない。ほとんどの争いはこの時期に起こる。雄は縄張りの境界を維持するために、発声や首振り、威圧や威嚇的な突進などのディスプレイを行う。この時期は気温が30℃を超えることもあるため、雄の縄張り内には水域が必要となる。特に急峻な崖の近くの縄張りは水中にある。縄張りを確立できない個体は海に追い出されるか、近くの海岸に集まる。

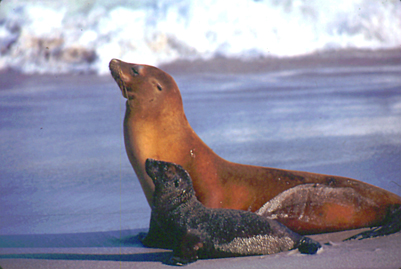
カリフォルニアアシカの母子

交尾が始まる前に、雌は2-20頭の群れに集まって移動する。これらの群れの雌は雄も含めて、お互いにマウントを行う。雌が交尾を始めると、これらの群れは崩壊し始める。縄張りと交尾のシステムは、レック型一夫多妻に似ている。雌はさまざまな縄張りを移動しながら配偶者を選ぶ。雌は攻撃的または活発すぎる雄を避ける。雄は通常、雌が縄張りを離れることを防ぐことができず、特に水中ではその傾向が強い。雌が繁殖地を行き来する際に、縄張りを持たない雄と繁殖地の外で交尾を行うこともある。繁殖地によっては、交尾が数頭の雄によって独占される場合もあれば、1頭の雄の子孫が4頭以下となる場合もある。
雌の生殖周期は12ヶ月で、実際の妊娠期間は9ヶ月、受精卵の着床は3ヶ月遅れ、6月か7月に出産する。出産間隔は特に長く、カリフォルニア沖では21日、カリフォルニア湾では30日以上である。雌は10日間幼獣と一緒に陸上に留まり、授乳する。その後、雌は3日間ほど餌を探し、戻ってきて最長1日授乳をする。陸上に残された幼獣は、集まって交流したり遊んだりする傾向がある。採餌から戻ると、雌は自分の子を独特の鳴き声で呼び、幼獣もそれに応じて返事をする。母子は互いの鳴き声を他の母子の鳴き声と区別できる。最初のうちは母親が子を探すが、子が成長するにつれて、積極的に母親を探すようになる。成長した幼獣は、母親の採餌に同行することもある。雄成獣に子育ての役割は無いが、他のアシカ科の種の雄よりも子供に興味を持ち、泳いでいる幼獣を捕食者から守ることもある。幼獣は1歳で乳離れするが、さらに1年間授乳を続けることができる。

### コミュニケーション
様々な発声法でコミュニケーションをとり、最もよく使われるのは、特徴的な吠え声である。縄張りを持つ雄は、最も大きく、最も持続的に鳴き声をあげ、繁殖期のピーク時には絶え間なく吠える。興奮すると特に速く吠える。縄張りを持つ雄と縄張りを持たない雄の吠え声は似ているが、縄張りを持たない雄の方が声が低い。雄は他の雄に威嚇する際や、求愛の際に吠えることがある。縄張りを持つ雄は、人間に驚いたときに長くかすれたうなり声を発する。非繁殖雄の群れもこの発声を行う。
雌はあまり鳴かないが、攻撃的な状況では、雄よりも甲高く短い鳴き声を上げる。その他にも甲高いキーキーと言う声、げっぷのような声、うなり声などがある。雌が子を呼ぶときに出す音は「pup-attraction call (子を呼ぶ声)」と呼ばれ、大きく喧嘩のような声と表現される。子は「mother-response call (母に応答する声)」で応答するが、これも構造が似ている。子は遊んでいるときや苦しんでいるときにも鳴いたり吠えたりする。いななくような声、吠え声、ブンブンという音、クリック音などを水中で発することが可能である。

### 繁殖期以外の行動
繁殖期以外は、雄は餌を求めて生息域の北端まで移動し、雌は繁殖地の近くで餌を探す。一度に2週間も海に留まることができる。絶えず潜水し、休息のために水面に戻ってくる。海上を単独または群れで移動し、一時的に上陸することもある。雌成獣と幼獣は秋と冬に換毛し、雄成獣は1月と2月に換毛する。カリフォルニア湾の個体群は回遊せず、一年中湾内に留まる。

## 知性と訓練

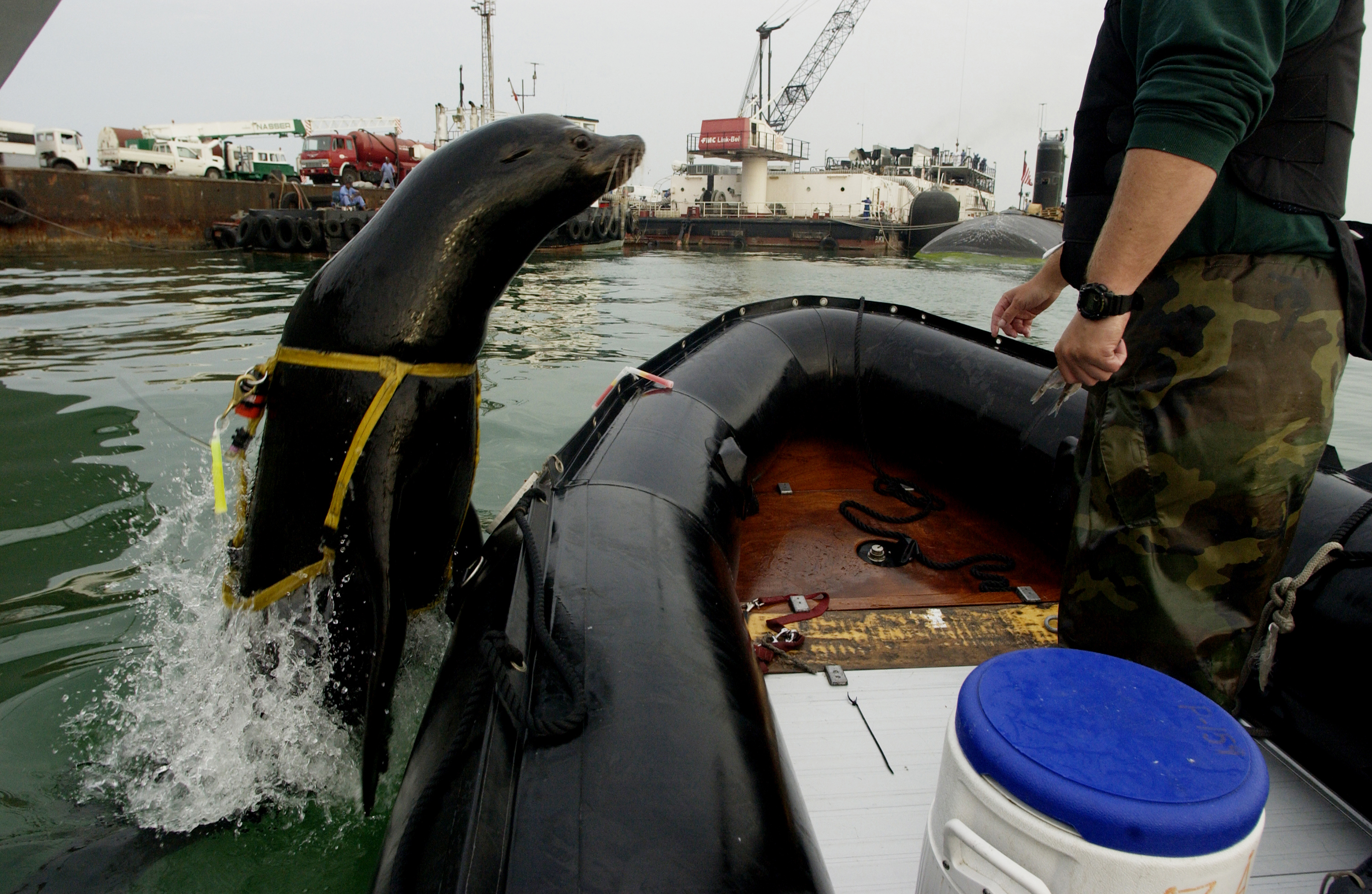
アメリカ海軍の作戦に利用される

カリフォルニアアシカの認知能力の研究では、刺激の共通点だけでなく、類似した機能や仲間とのつながりに基づいて刺激間の関係を認識できることが明らかになった。手話を教えられた際には、簡単な構文と命令を理解する能力を示した。しかし手話を意味的または論理的に使用することはめったになかった。2011年には、音楽のリズムに合わせて頭を上下に動かす個体の様子が記録された。この行動はこれまでは人間と、オウムなどの音声模倣能力を持つ他の鳥類にのみ見られていた。

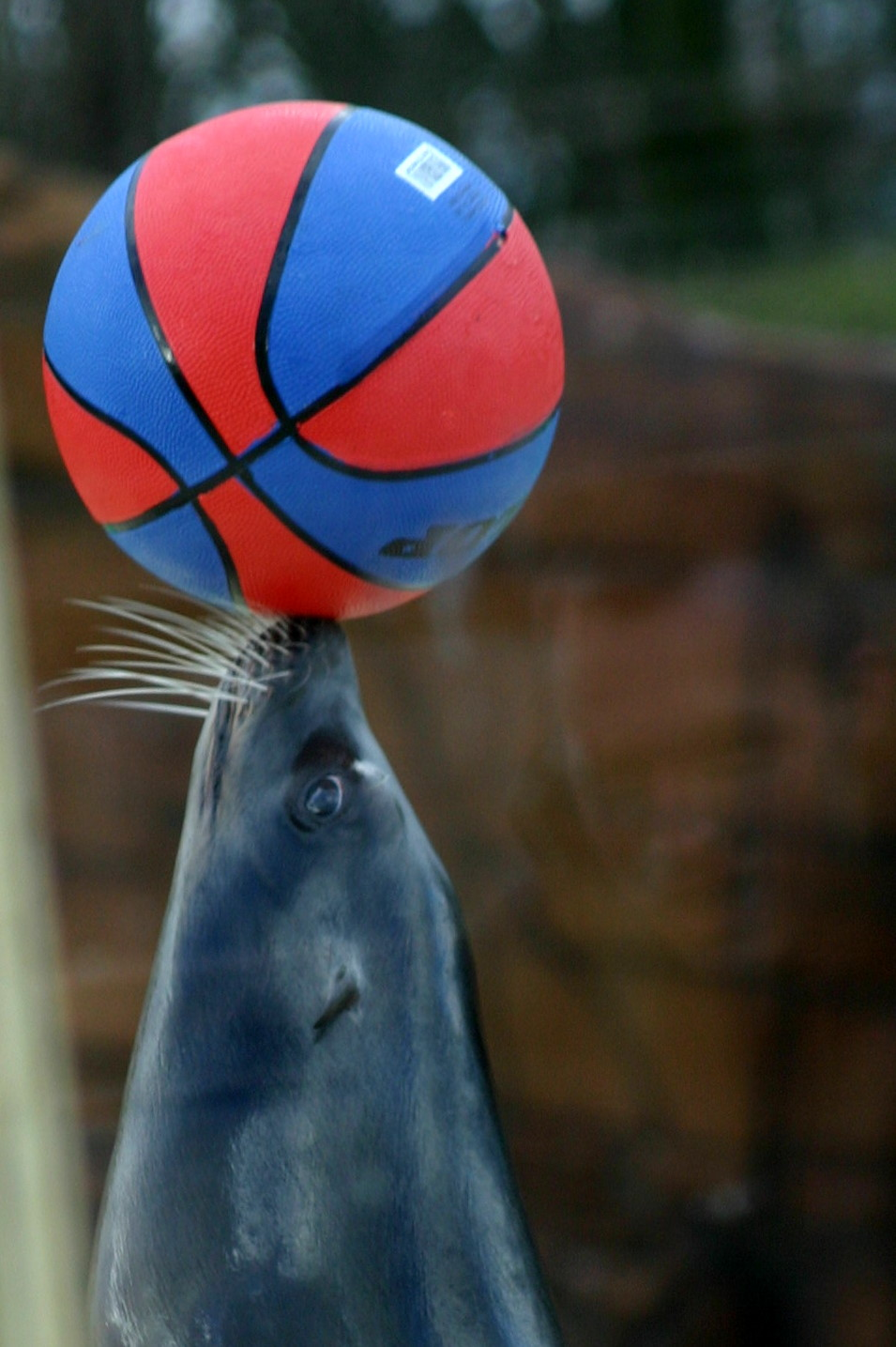
動物園で曲芸を披露する個体

知能が高く訓練しやすいため、サーカスや水族館では、ボールを鼻で投げてキャッチしたり、はしごを上ったり、音楽に合わせてクラクションを鳴らしたりといったさまざまな芸を披露するために使われてきた。トレーナーはアシカに魚という報酬を与え、それが芸をする動機付けとなる。ボールバランスでは、トレーナーがアシカにボールを投げ、偶然バランスを取ったことや、鼻にボールを乗せられることで、何をすべきか理解する。観客の前で芸を披露するまでに1年間の訓練を受けることもある。記憶力は高く、3か月休んだ後でも芸を披露できるほどである。一部の動物愛護団体は、カリフォルニアアシカやその他の海獣を娯楽に使うことに反対しており、芸は自然な行動を誇張し、動物の不自然な環境から観客の注意をそらすものだと主張している。
米海軍海洋哺乳類計画によって、機雷や敵のダイバーの探知など、軍事用途に使用されている。ペルシア湾では、米海軍の艦船に接近するダイバーの後ろを泳ぎ、ダイバーの足にロープ付きのクランプを取り付けることができる。海軍当局によると、アシカは敵が何が起こったのか気付く前に、数秒でこれを行うことができるという。PETAなどの組織は、このような作戦はアシカを危険にさらしていると考えている。海軍は任務を終えたアシカはその場から離れていると主張している。

## 飼育
世界中の水族館で最も普通に見られるアシカである。日本でも動物園・水族館ともに多数の展示施設があり、上野動物園・東山動物園などでは戦前より飼育展示されていた。新江ノ島水族館・鴨川シーワールドなどの水族館では、開業当初より様々な芸を披露する「アシカショー」が目玉として今日まで続けられている。動物園では生態を展示するに留まり、アシカショーを開催する施設は少なく、水族館との棲み分けがなされている。
京急油壺マリンパークでは1981年に飼育展示と繁殖を目的に自然環境を再現したプール「あしか島」を設置し、出生した幼獣を各地の水族館へ輩出した。また、鴨川シーワールドでは、アザラシとともに国内で唯一飼育されているオーストラリアアシカが同じプールで飼育されていた。長野市城山動物園・おびひろ動物園など内陸でも飼育展示されている。

## 脅威と保全

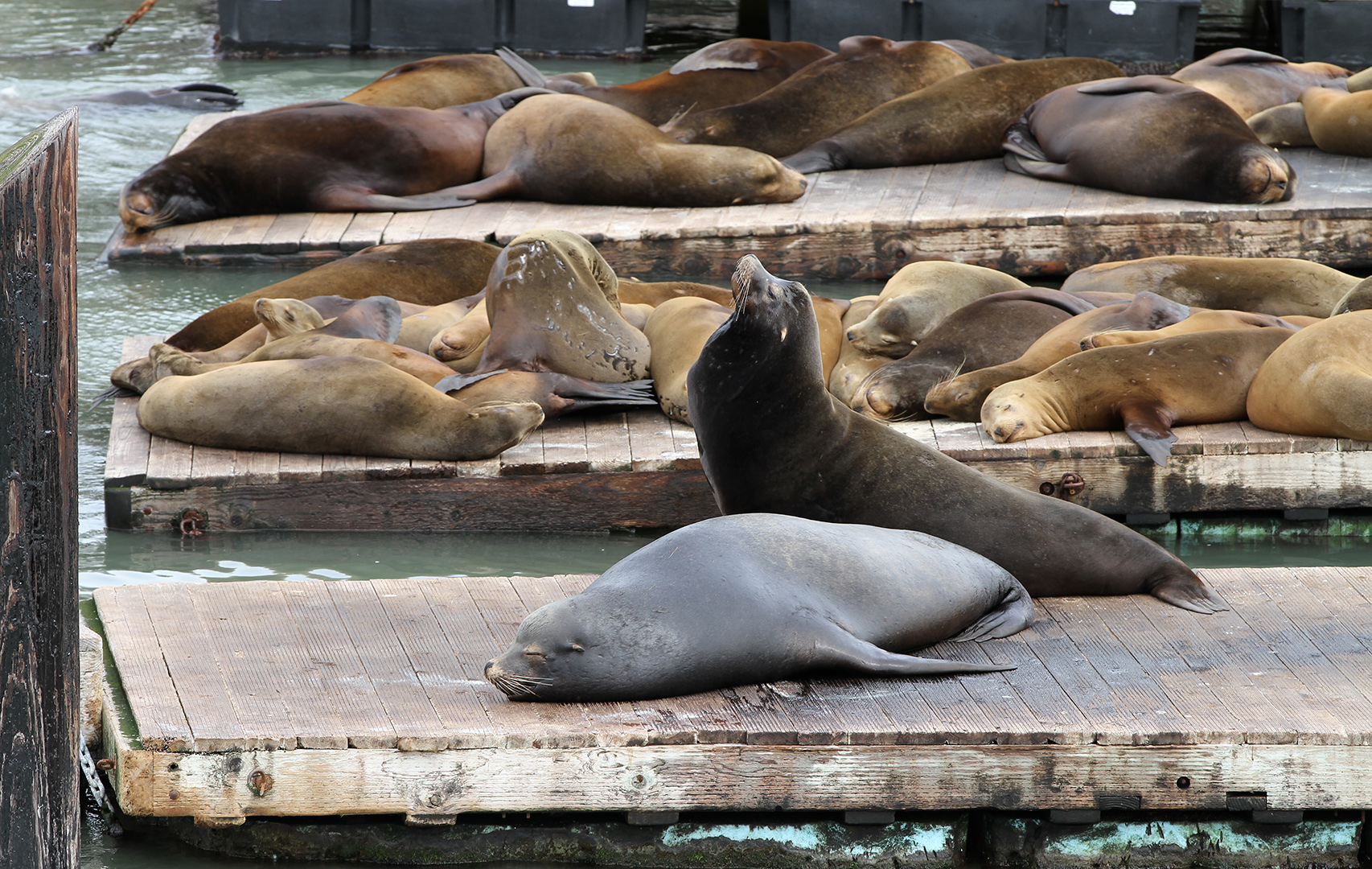
サンフランシスコのピア39では数百頭のアシカが見られ、観光名所となっている

IUCNは個体数が大規模で増加傾向にあるため、低危険種に分類している。個体数は米国または太平洋温帯個体群では238,000-241,000頭、バハカリフォルニア半島西部または太平洋熱帯個体群では75,000-85,000頭、カリフォルニア湾個体群では31,393頭である。米国の太平洋岸では、カリフォルニアアシカの個体数が非常に多いため、環境収容力に近づいているが、カリフォルニア湾の個体数は2008年までに20％減少した。漁師との衝突、密猟、ゴミへの絡まりによって殺される可能性がある。生物濃縮によって蓄積するDDTやPCBなどの汚染物質も脅威となっている。

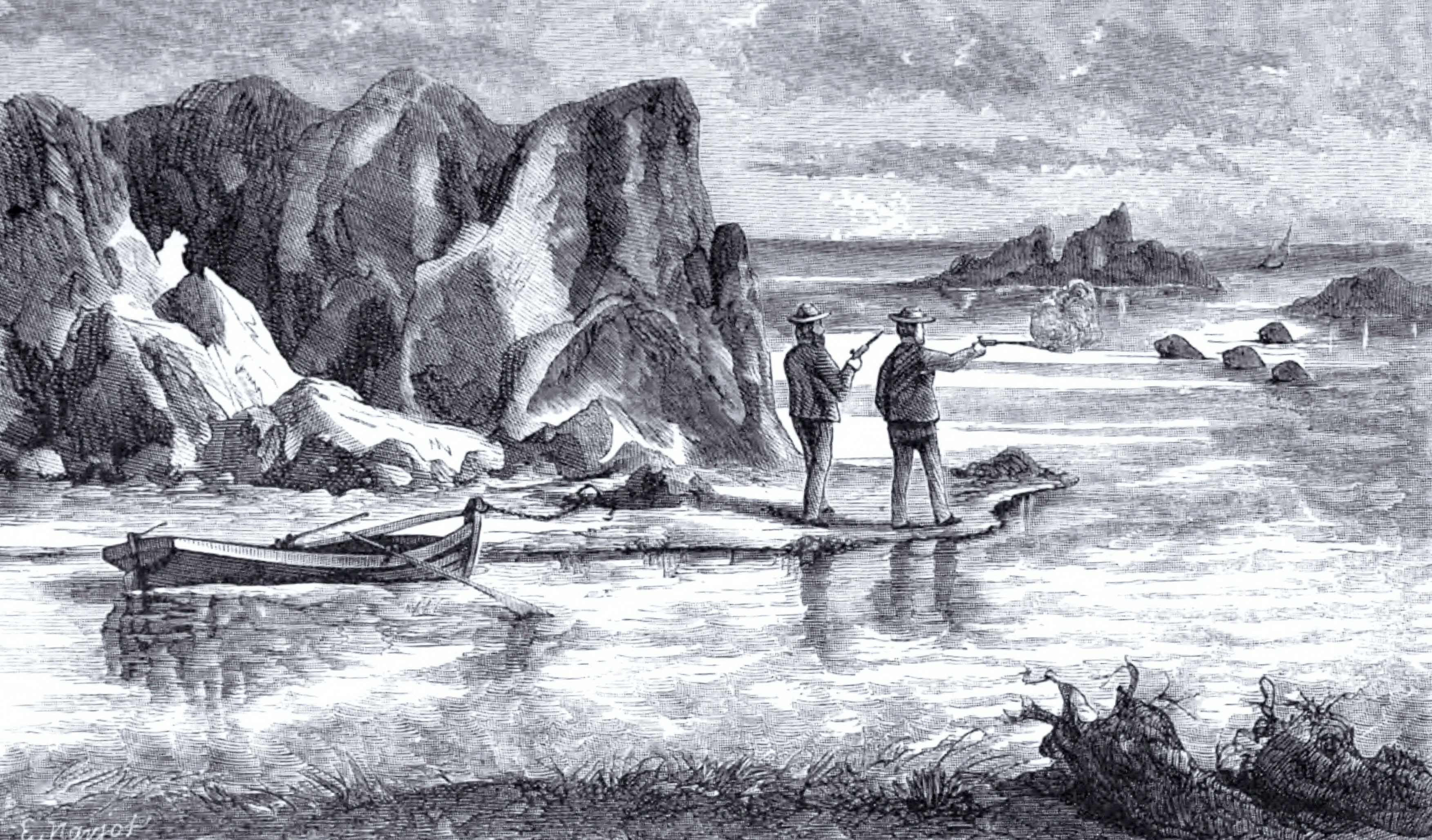
1870年代の狩猟の様子

アメリカ合衆国では、1972年に可決された海洋哺乳類保護法によって保護されており、狩猟、殺害、捕獲が禁止されている。1994年の法改正により、絶滅危惧種のサケ科魚類の減少または回復に重大な悪影響を及ぼしていると判明した場合、限定的な駆除が可能となった。バラード・ロックスとボンネビル・ダムでは数頭の駆除が認められており、ボンネビル・ダムでは5年間に最大で毎年92頭が殺される可能性がある。野生生物保護当局は爆弾、ゴム弾、ビーンバッグ弾を使用してアシカを追い払おうとしたが、失敗している。アシカを追い出そうとする努力も効果がないことが証明されている。アシカの殺害に反対する意見もあり、彼らは川でのレクリエーションや商業漁業、ダムにおける水力発電の運用がサケにとってより大きな脅威になっていると指摘している。
上陸場所として桟橋などの人工的な環境を利用する。多くの桟橋は、カリフォルニアアシカ数頭の重量に耐えられるように設計されておらず、大きな傾きなどの問題を引き起こす。一部の市当局は、耐荷重を増やすために桟橋を再設計した。

### 2015年の大量死
2015年1月と2月、カリフォルニア沿岸で栄養失調または病気の幼獣1450頭が発見され、推定死亡個体数はさらに多い。アメリカ海洋大気庁は、太平洋十年規模振動とエルニーニョに関連して、太平洋沿岸の海水温が前例のないほど暖かくなったことが原因である可能性が高いと指摘している。水温の上昇により、幼獣の主な餌であるアンチョビ、イワシ、サバが減少した。その結果多くの個体が餓死し、餌を求めて概要に進出した結果亡くなった個体も存在した。数ヶ月前の2014年夏には、水温上昇がもたらした同様の状況により、大量のアメリカウミスズメの雛が死亡した。

### 駆除
2018年11月、オレゴン州はウィラメット滝下流で年間93頭のカリフォルニアアシカを駆除する許可を発行した。オレゴン州とワシントン州は2019年1月までにコロンビア川で150頭以上のカリフォルニアアシカを駆除した。どちらの場合も、マスやサケなど地元の魚類をアシカによる食害から保護することが目的であった。2020年8月、連邦政府はオレゴン州、ワシントン州、アイダホ州、および6つの地域部族に対し、コロンビア川流域で絶滅危惧種の魚類を捕食するアシカの駆除を認可し、今後5年間で最大540頭のカリフォルニアアシカと176頭のトドを殺すことを許可した。2020年から2023年4月の間に、オレゴン州は99頭のアシカを駆除した。

## ギャラリー

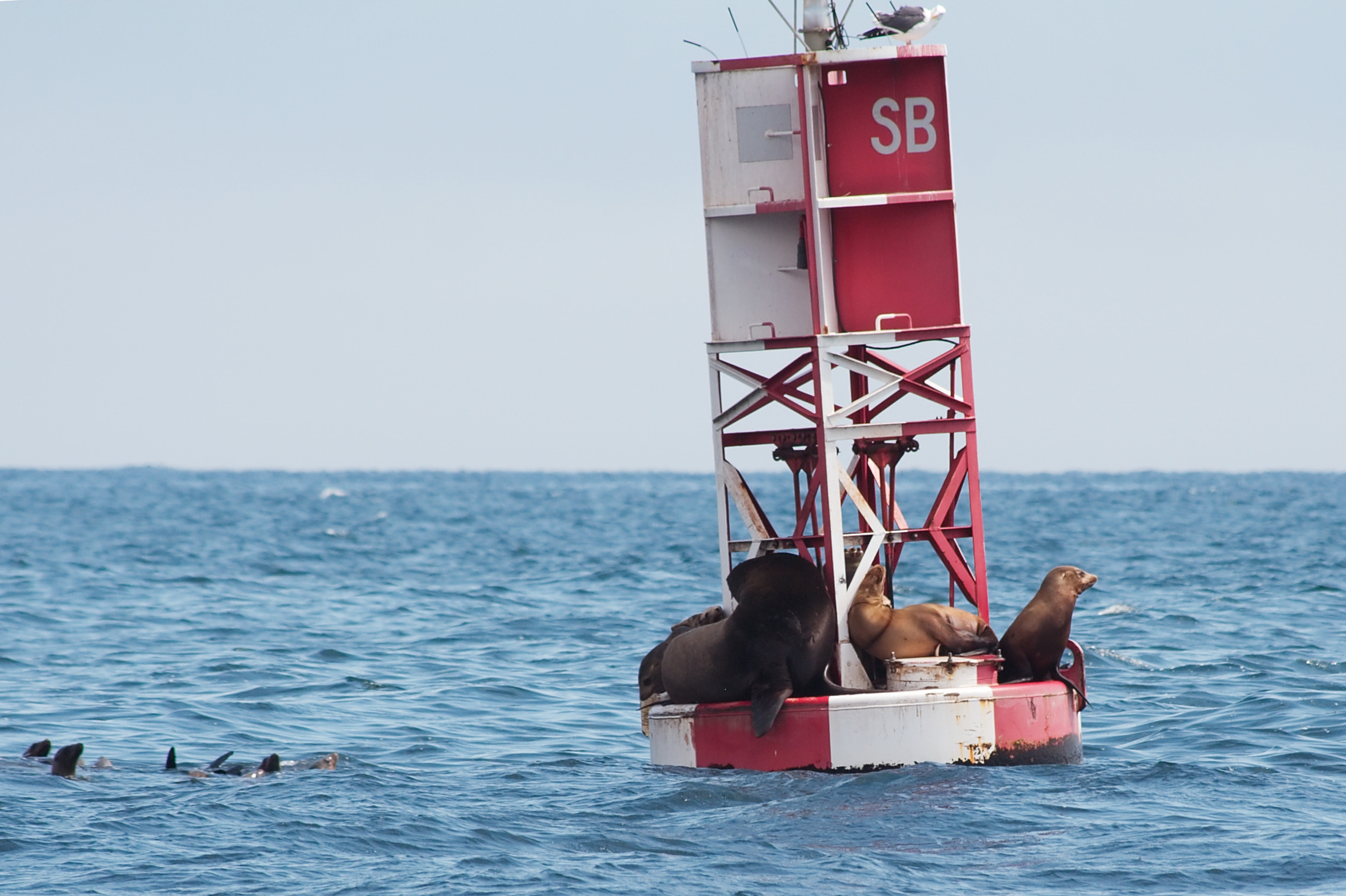
洋上の灯浮標で休息する
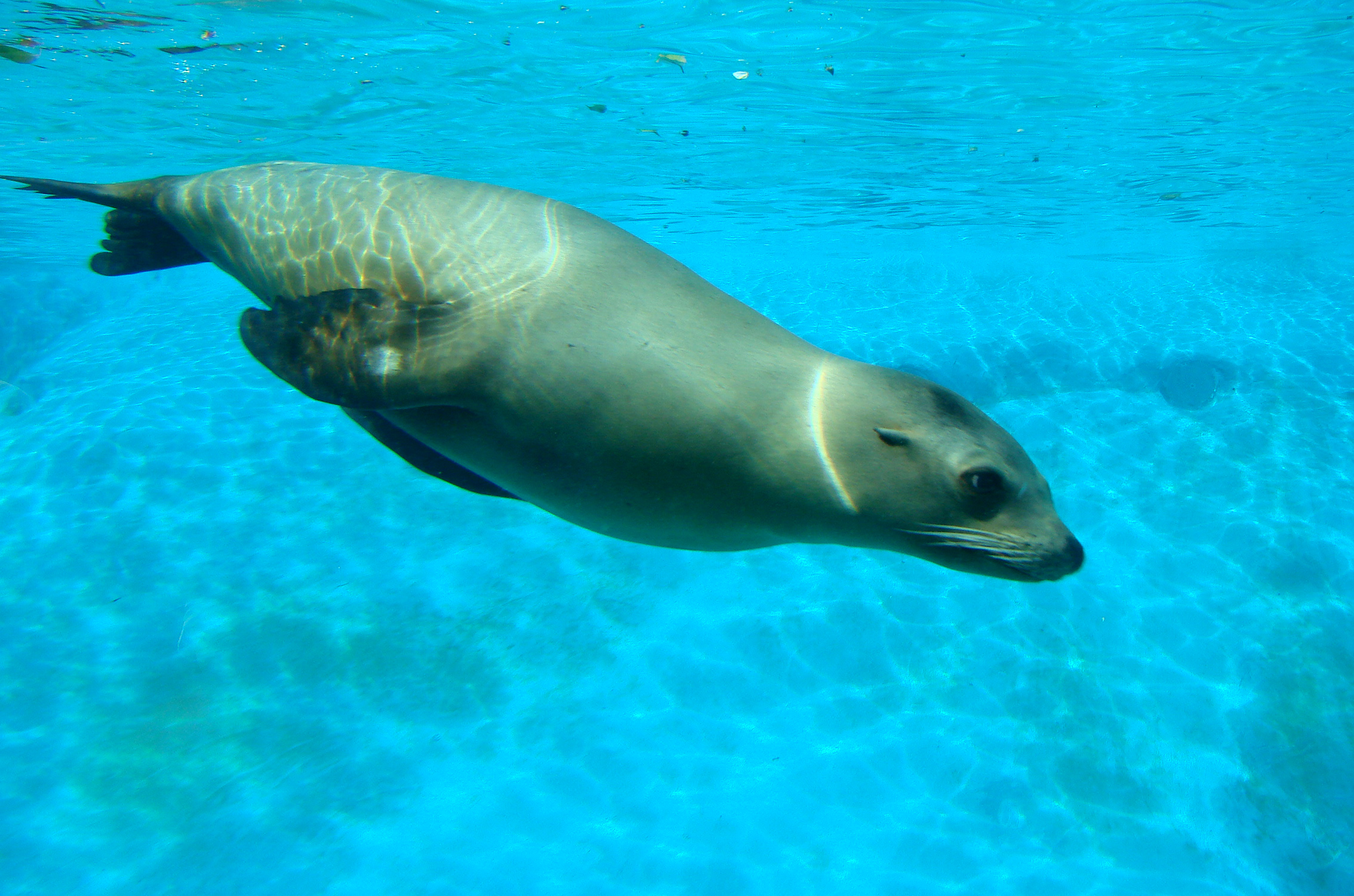
水中を泳ぐ様子
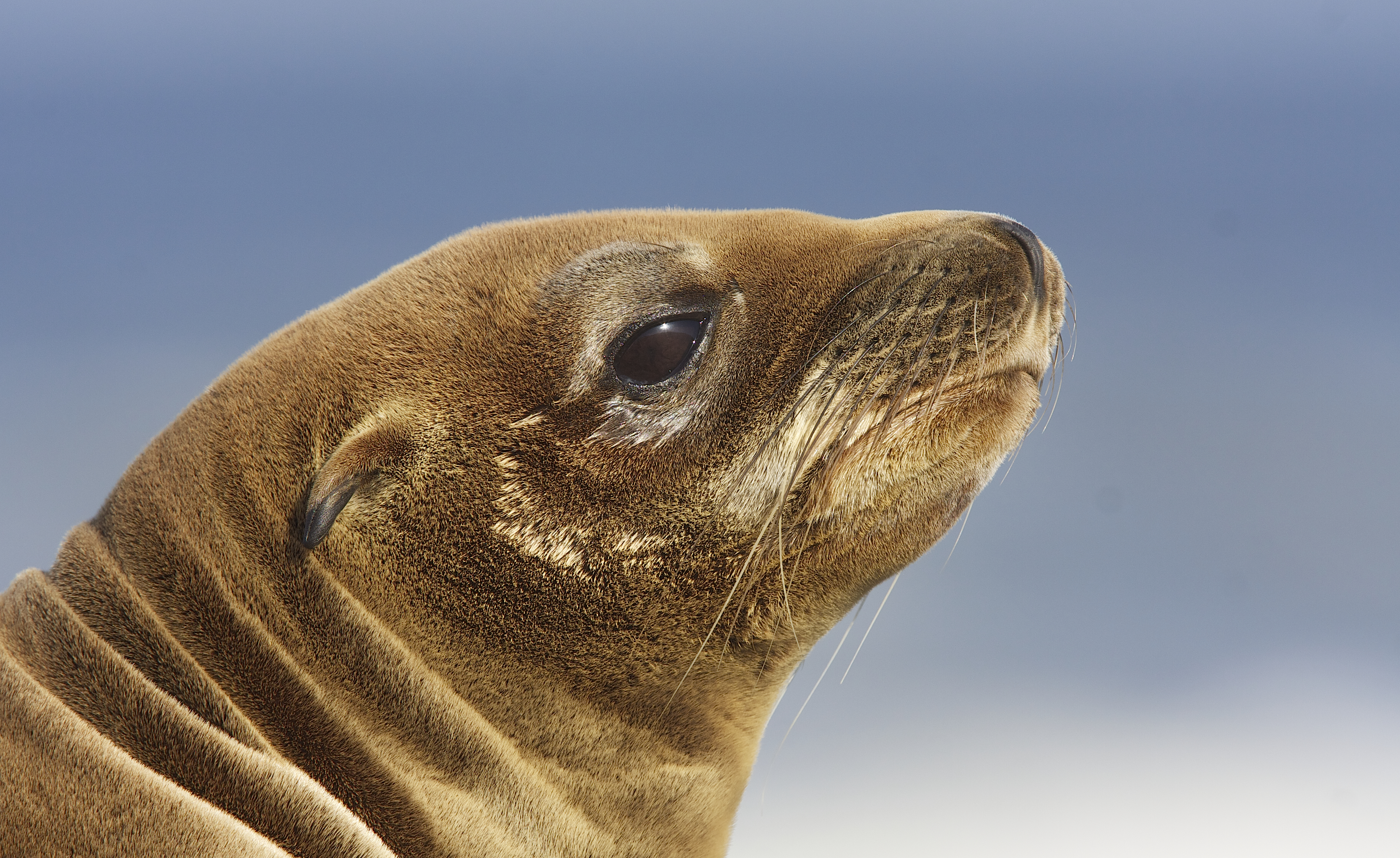
頭部
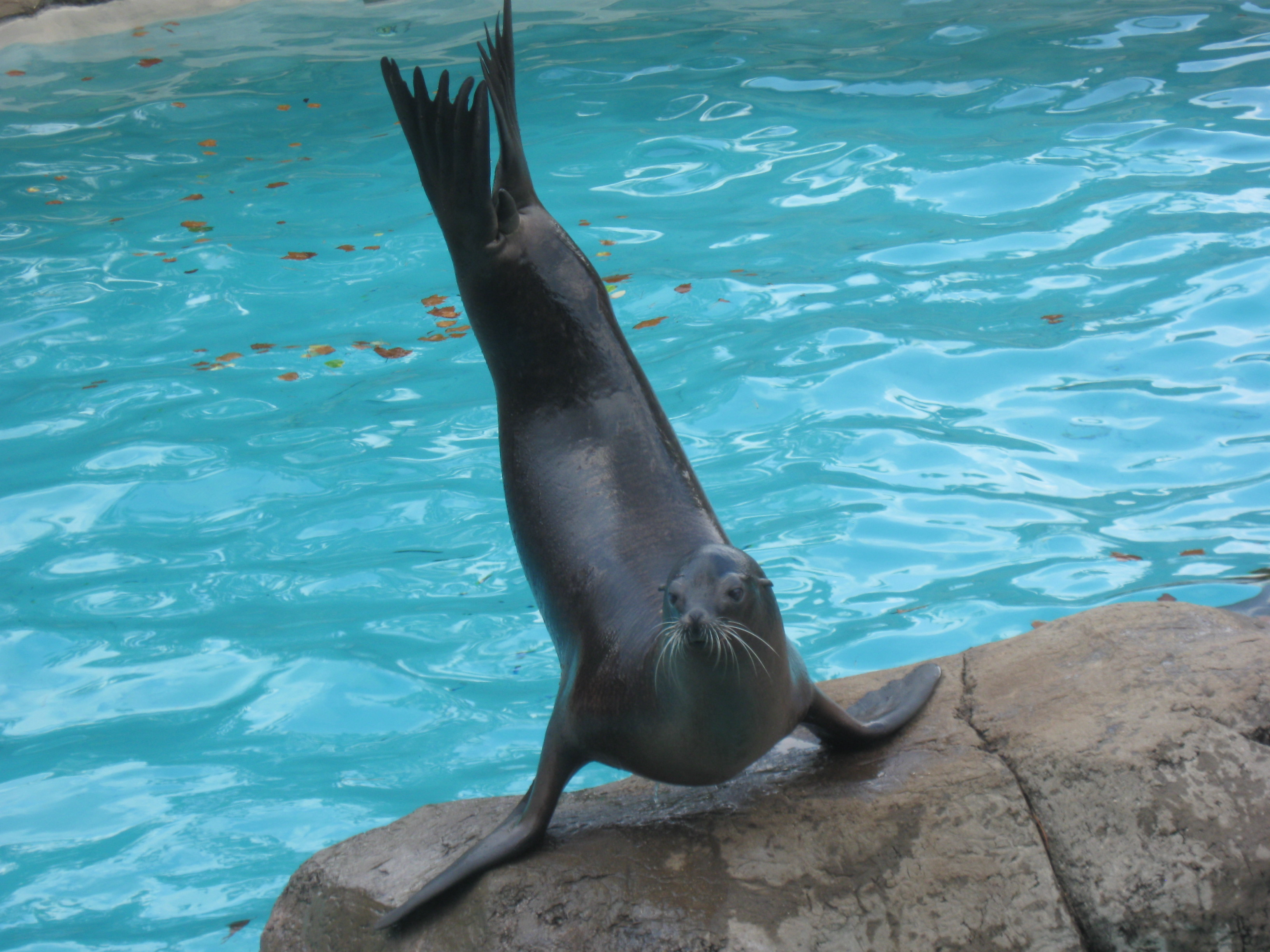
曲芸を披露する